# Habrophorula nigripes
Habrophorula nigripes är en biart som beskrevs av Wu 1991. Habrophorula nigripes ingår i släktet Habrophorula och familjen långtungebin. Inga underarter finns listade i Catalogue of Life.